# Jacob van Lenneplaan 8 (Baarn)
Het voormalige koetshuis aan de Van Lenneplaan 8 is een gemeentelijk monument in Baarn in de provincie Utrecht.
Het pand is in 1875 gebouwd als koetshuis voor een villa aan de Van Heemstralaan. In 1941 kreeg het pand een woonfunctie.

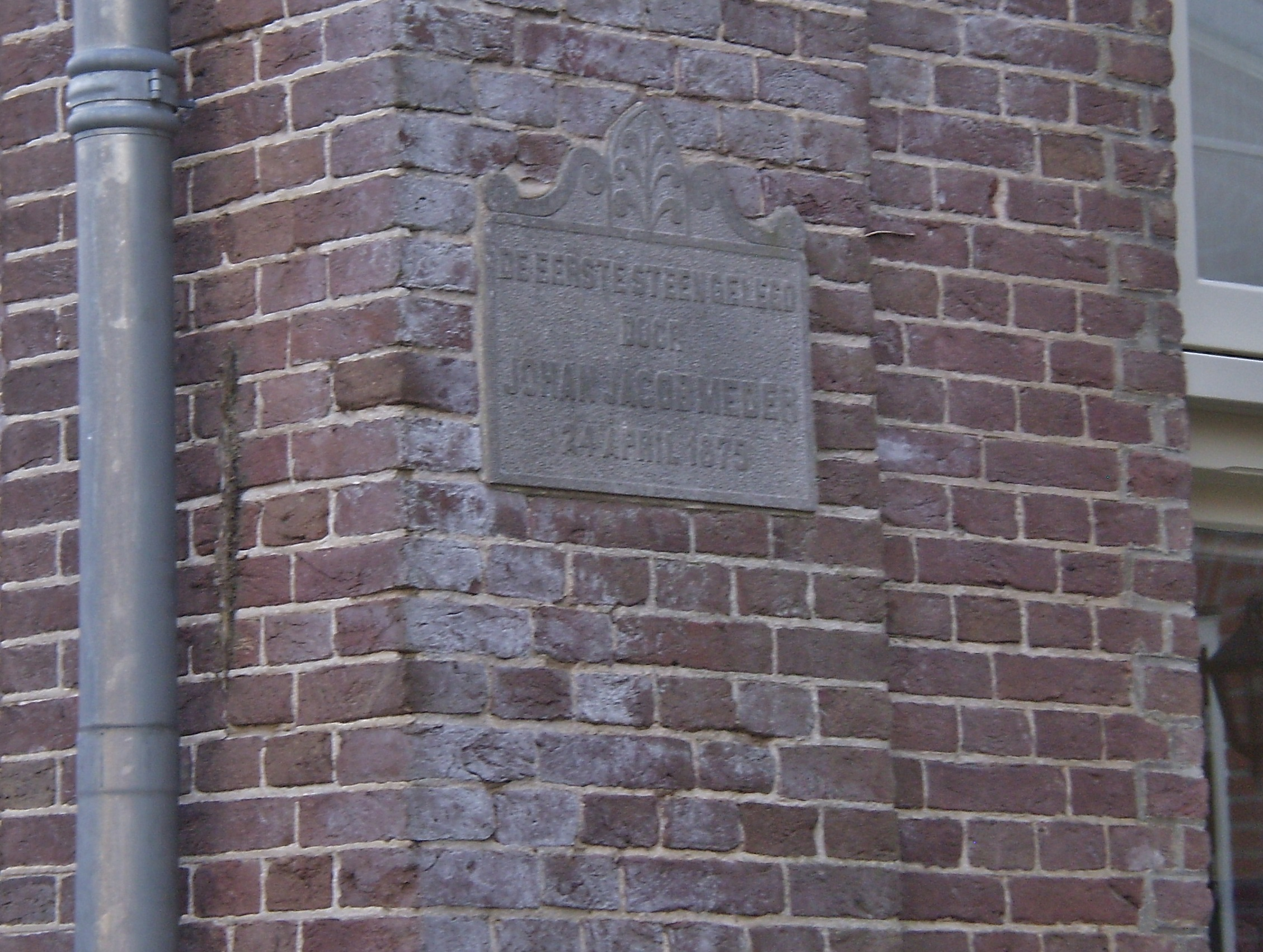
Eerste steen

Aan de symmetrische voorgevel bevindt zich een gevelsteen met voorheen grote inrijdeuren. Op de steen staat: Eerste steen gelegd door Johan Jacob Meder 24 april 1875In de rechtergevel zit een hijsbalk. Ter versiering is in de bakstenen muur een muizentandlijst gemaakt.